# ボスニア・ヘルツェゴビナ・ディナール
ボスニア・ヘルツェゴビナ・ディナール（ボスニア語: Bosanskohercegovački dinar / Босанскохерцеговачки динар）は、1992年7月から1998年7月22日まで流通していたボスニア・ヘルツェゴビナ共和国及びボスニア・ヘルツェゴビナ連邦の法定通貨である。

## 概要
ボスニア・ヘルツェゴビナはかつてユーゴスラビア社会主義連邦共和国の構成国の一つ（ボスニア・ヘルツェゴビナ社会主義共和国）であったが、1989年から1990年にかけてユーゴスラビア・ディナールのハイパーインフレーションや国内のセルビア人の影響力拡大などから政情不安が顕在化し、ボスニア・ヘルツェゴビナ共和国政府は1992年3月にユーゴスラビアからの独立を宣言し、1992年7月からユーゴスラビア・ディナールに代えて独自通貨のボスニア・ヘルツェゴビナ・ディナールを1ディナール=10ユーゴスラビア・ディナールの交換比率で発行した。
しかし、独立とボシュニャク人による統治に反発した国内のセルビア人とクロアチア人はそれぞれスルプスカ共和国とヘルツェグ＝ボスナ・クロアチア人共和国を樹立してボスニア・ヘルツェゴビナから分離、これらの対立が大規模な戦闘を伴うボスニア・ヘルツェゴビナ紛争へと発展した。セルビア人支配地域ではスルプスカ・ディナールを、クロアチア人支配地域ではクロアチア・ディナールを法定通貨として採用した為、ボスニア・ヘルツェゴビナ・ディナールは限られた場所でしか流通できず、更にはスルプスカ共和国軍による首都サラエヴォの包囲戦などで経済に深刻な痛手を被ったことで価値の裏付けが困難になり、急速なインフレーションが発生した。『サラエボ旅行案内』によれば、通貨の信用力低下により物々交換も行われていた。
1994年8月15日に1ディナール=10000旧ディナールのデノミネーションが実施された。この新通貨は1ドイツマルク=100ディナールでペッグされており、急速なインフレーションからは脱却することができたが、紛争終結後も国内のセルビア人支配地域ではノヴィ・ディナール、クロアチア人支配地域ではクーナ、また全国で基軸通貨のドイツマルクが並行して流通しており1カ国の中に実質4種類の通貨が混在する状態がしばらく続いた。
この状況が改善されたのが1998年7月22日の兌換マルクの導入であった。このドイツマルクとのペッグと無条件での交換を保証した新通貨の登場により、ディナールは1兌換マルク=100ディナールの比率で交換され、流通は終了した。

## 紙幣
発行当初は500、1000ユーゴスラビア・ディナール紙幣の透かし部分に加刷を施したのみであったが、その後独自様式の10、25、50、100、500、1000ディナール紙幣が発行された。10、50、1000ディナール紙幣の裏面にはモスタルにあるスタリ・モストが、25、100、500ディナール紙幣の裏面には共同統治国時代の国章（フルヴァティニッチ家の紋章に由来）が描かれている。
急速なインフレーションに呼応して、ボスニア・ヘルツェゴビナの各地方都市は紙幣より高額面のバウチャーを独自に発行し出した。例としてボスニア・ヘルツェゴビナ国立銀行がゼニツァにて発行した5000、1万ディナール券や、サラエヴォにて発行した10〜100万ディナール券などがあるが、中には額面がドイツマルク（DM）で書かれた兌換（を謳った）バウチャーが発行された事例や、トラヴニクでは既存のボスニア・ヘルツェゴビナ・ディナール紙幣の額面の後ろに「000」を追加する加刷を施しただけのものが用意された事例もある。これらのバウチャーのほとんどが造りが粗雑で容易に偽造できた為、偽造品が大量に流出した。ボシュニャク人の市民らは基軸通貨のドイツマルクをディナールの代わりに使い始めた為、悪化するインフレーションに拍車をかけてしまう結果となった。
1994年8月15日のデノミネーションによって、1、5、10、20、50、100、500、1000ディナールの新たな紙幣が発行された。紙幣の様式は旧紙幣からあまり変わっていないが、紙幣のサイズが小型になり、裏面に描かれた国章が1992年のものに更新されているほか、紫外線発光インキやマイクロ文字、不明瞭ながらチェッカー状の透かしなどの偽造防止技術が追加されている。
なお、流通用の硬貨は1992年から1998年まで一度も発行されなかったが、イギリスのポブジョイ・ミントで鋳造された500、750、10000ディナールの額面とボスニア・ヘルツェゴビナの国名・国章が書かれた白銅、銀、金製の収集用メダルが発行されていた。